# Brösarps Alpina Skidklubb
Brösarps Alpina Skidklubb eller BASK är en svensk idrotts- och kamratförening som grundades 1972. Hemorten Brösarp där klubben har sitt säte är känd för sitt kuperade landskap via Brösarps backar. Terrängförutsättningarna bidrog till att klubben 1981 kunde anlägga en egen skidbacke med lift på Ornahög.
Föreningens säte och geografiska läge på norra Österlen i Skåne gör den till Sveriges sydligaste aktiva alpina skidklubb. De geografiska förutsättningarna i Brösarps backar med sitt hedlandskap har även gjort klubben till svenska pionjärer på grässkidåkning. Varje sommar mellan 2012 och 2014 arrangerade BASK inofficiella SM i grässlalom på Ornahög.